# South Florida Sun
I South Florida Sun sono stati una franchigia di calcio statunitense, con sede a Fort Lauderdale, Florida.

## Storia
La franchigia venne fondata nel 1984 e iscritta alla neonata United Soccer League, fondata in sostituzione della defunta American Soccer League.
Nella stagione d'esordio i Sun vinsero la Southern Division, battendo poi nella finale play off per il titolo i texani del Houston Dynamos.
La stagione seguente i floridiani, divenuti South Florida Sun vinsero il loro secondo campionato. La franchigia non sopravvisse al fallimento della lega cessando ogni attività dopo il 1985. Nella breve esistenza della squadra vennero ingaggiati giocatori di caratura internazionale come il peruviano Teófilo Cubillas e l'olandese Johan Neeskens.

## Allenatori
- 1984-85  Keith Weller